# Panagiotis Agapitos
Panagiotis Agapitos, řecky Παναγιώτης Αγαπητός (* 1959, Athény) je řecký filolog, profesor a prozaik, autor historických detektivních románů ze středověké Byzance.

## Život
Panagiotis Agapitos se narodil roku 1959 v Athénách. V letech 1977–1984 vystudoval byzantskou filologii a hudební vědu na Mnichovské univerzitě a následně v letech 1984–1986 klasickou filologii a byzantskou literaturu na prestižní Harvardově univerzitě, kde následně svá studia ukončil doktorátem v červnu roku 1990. Od roku 1992 působí na Katedře byzantských a novověkých řeckých studií Kyperské univerzity v Nikósii, od roku 2001 jako profesor byzantské literatury.
Agapitos je předním odborníkem na staré byzantské texty, které překládá do novořečtiny, publikuje řadu odborných článků a hostuje na celé řadě ionizačních univerzit. V odborných kruzích si získal jméno především svými pracemi o byzantském milostném románu.

## Dílo

### Odborné práce
- Stavba vyprávění v byzantských lidových milostných románech (1991, Narrative Structure in the Byzantine Vernacular Romances).
- Výzkum středověkého řeckého milostného románu (1992, The Study of Medieval Greek Romance).
- Příběhy lásky v období středověku: Persie, Byzanc, Franská říše (2008, Η ερωτική διήγηση στα μεσαιωνικά χρόνια: Περσία, Βυζάντιο, Φραγκία).

### Krásná literatura
Jako spisovatel je uznáván pro svou sérii historických románů s detektivní zápletkou ze středověké Byzance první poloviny 9. století z doby vlády císaře Theofila. Hlavním hrdinou románů a vyšetřovatelem je protospatharios (vysoký hodnostář císařského dvora) Leon, poradce císaře a zkušený diplomat. V příbězích vystupují také skutečné historické postavy (například básnířka Kassia nebo konstantinopolský patriarcha Fotios) a autorovi se rovněž podařilo zachytit tehdejší každodenní život. Z plánované pentalogie vyšly zatím tři svazky, takže se někdy hovoří o trilogii:
- Ebenová loutna (2003, Το εβένινο λαούτο). Příběh se odehrává roku 832 v maloasijské Kaisareii, kde dojde k děsivé vraždě třináctileté dcery místního soudce.[3]
- Bronzové oko (2006, Ο χάλκινος οφθαλμός). V druhé části z roku 833 se Leon zúčastní vyšetřování vraždy místodržícího v severořecké Soluni, kam byl vyslán zmapovat aktivity soluňského arcibiskupa, který je ve sporu o uctívání ikon na opačné straně nežli císař.[4]
- Smaltová Medúza (2009, Μεδούσα από σμάλτο). Román se odehrává na polozapomenutém ostrově Skyros v Egejském moři, kam byla loď, na které se Leon plavil, zanesena bouří.[5]

Agapitos napsal ještě detektivní povídku Noc filosofů (2008, Η νύχτα των φιλοσόφων), ve které se prolínají dva příběhy, jeden ze současných Athén a druhý z prostředí byzantského kláštera ve 12. století.

## Česká vydání
- Ebenová loutna, Vyšehrad, Praha 2016, přeložila Markéta Kulhánková.
- Bronzové oko, Vyšehrad, Praha 2017, přeložila Markéta Kulhánková.
- Smaltová Medůza, Vyšehrad, Praha 2019, přeložila Markéta Kulhánková.